# West Stockwith
West Stockwith is een civil parish in het bestuurlijke gebied Bassetlaw, in het Engelse graafschap Nottinghamshire.